# الطوال (جبلة)

تعديل مصدري - تعديل

الطوال محلة تابعة لقرية الحيثجة، التابعة لعزلة المعشار بمديرية جبلة إحدى مديريات محافظة إب في الجمهورية اليمنية، بلغ تعداد سكانها 186 حسب تعداد اليمن لعام 2004.